# Skyang Kangri
Skyang Kangri är ett berg i Kina. Det ligger i den autonoma regionen Xinjiang, i den nordvästra delen av landet, omkring 1 300 kilometer sydväst om regionhuvudstaden Ürümqi. Toppen på Skyang Kangri är 7 545 meter över havet, eller 1 153 meter över den omgivande terrängen. Bredden vid basen är 5,5 km.
Trakten runt Skyang Kangri är nära nog obefolkad, med mindre än två invånare per kvadratkilometer. Det finns inga samhällen i närheten. Trakten runt Skyang Kangri är permanent täckt av is och snö.